# 데이비드 프랭클

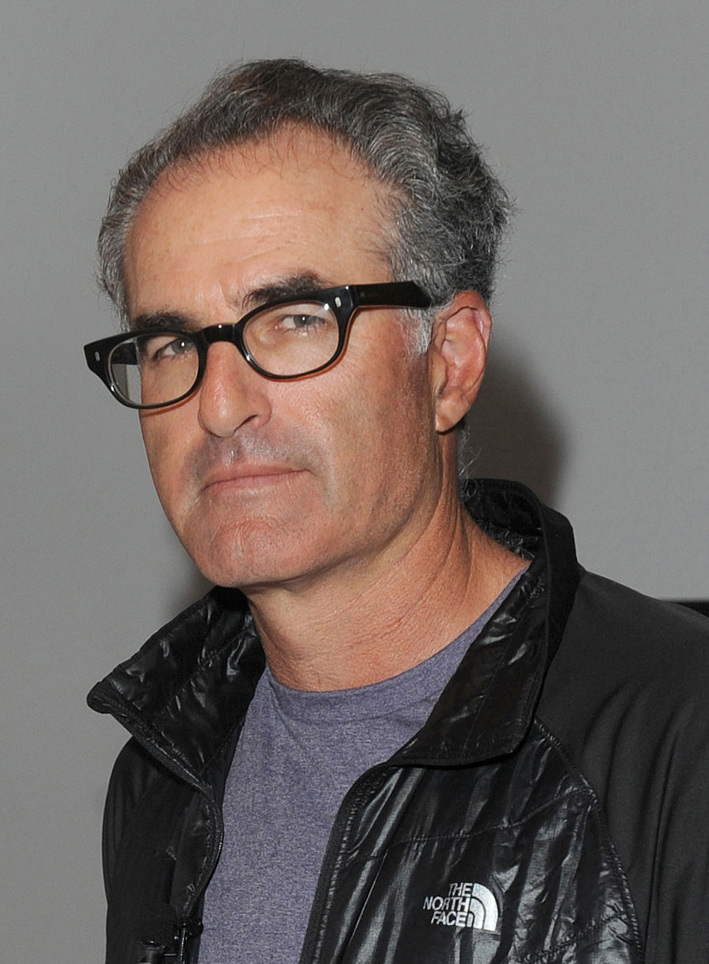
2011년 모습

데이비드 프랭클(David Frankel, 1959년 4월 2일 ~ )은 미국의 영화 감독이다. 뉴욕에서 태어났고 하버드대학교를 졸업했다.